# さよなら、わたし
「さよなら、わたし」は、三品瑠香の配信限定シングル。2021年3月17日にiDOL Streetから発売された。メンバーの一人が作詞作曲歌唱を担当しソロ名義で音源をリリースするのはiDOL Streetレーベル開設11年目にして初である。

## 概要
三品の20歳の誕生日である2021年3月17日、わーすたスタッフの公式Twitterから本作の配信リリースが告知され、同時にYouTubeでMVも公開された。
三品は本作について「10代の私へお別れです」「何時迄もこのままでは居させてくれなくて 変わる事、終わる事は虚しくて怖い それでも愛せる自分でいたい 信じてあげて強くいたい、と。」 と述べている。
リリースに合わせて『「さよなら、わたし」フォトブック』も発売され、その中には歌詞が記載されている。
編曲は乃木坂46や欅坂46の楽曲にも参加しているTETTAが担当。ギターはAssH、ベースはGIRLFRIENDのMINAが担当している。

## 収録曲
※作詞者、作曲者、編曲者の名前は『「さよなら、わたし」フォトブック』に記載の歌詞の通り。
1. さよなら、わたし [5:06]
作詞・作曲：三品瑠香、編曲：TETTA[注 1]

## 音楽配信
本作ではハイレゾ音源は配信されないが、Amazon Music HDとmora qualitasはCD-DAスペックの音質で配信している。

## イベント
CDもミュージックカードも販売しないため、イベントはない。